# Odden Sogn
Odden Sogn er et sogn i Odsherred Provsti (Roskilde Stift).
I 1800-tallet var Odden Sogn et selvstændigt pastorat. Det hørte til Odsherred i Holbæk Amt. Odden sognekommune blev ved kommunalreformen i 1970 indlemmet i Trundholm Kommune, der ved strukturreformen i 2007 indgik i Odsherred Kommune.
I Odden Sogn ligger Odden Kirke.
I sognet findes følgende autoriserede stednavne:
- Fællesskoven (bebyggelse)
- Gniben (areal, bebyggelse)
- Havnebyen (bebyggelse)
- Odden (bebyggelse)
- Overby (bebyggelse, ejerlav)
- Overby Lyng (bebyggelse)
- Sjællands Odde (areal, bebyggelse)
- Skovly (bebyggelse)
- Søndervang (bebyggelse)
- Vestervang (bebyggelse)
- Yderby (bebyggelse, ejerlav)
- Yderby Lyng (bebyggelse)
- Østervang (bebyggelse)